# Station Hooge Zwaluwe
Station Hooge-Zwaluwe (Hzl) is een station aan de voormalige Langstraatspoorlijn in Hooge Zwaluwe. Het station was in gebruik van 1 november 1886 tot 1 augustus 1950 en is afgebroken in 1960. Het stationsgebouw was van hetzelfde type als de stations Waspik-'s Gravenmoer, Drunen-Heusden en Vlijmen. 
Een naastgelegen baanwachterswoning (wachtpost 7) is bewaard gebleven en fungeert als woonhuis. Op de woning is ter herinnering aan het spoorwegverleden diverse decoratie zoals een stationsklok aangebracht. De voormalige baanwachterswoning is aangemerkt als gemeentelijk monument en te vinden aan de Stationsweg 2.

## Afbeeldingen

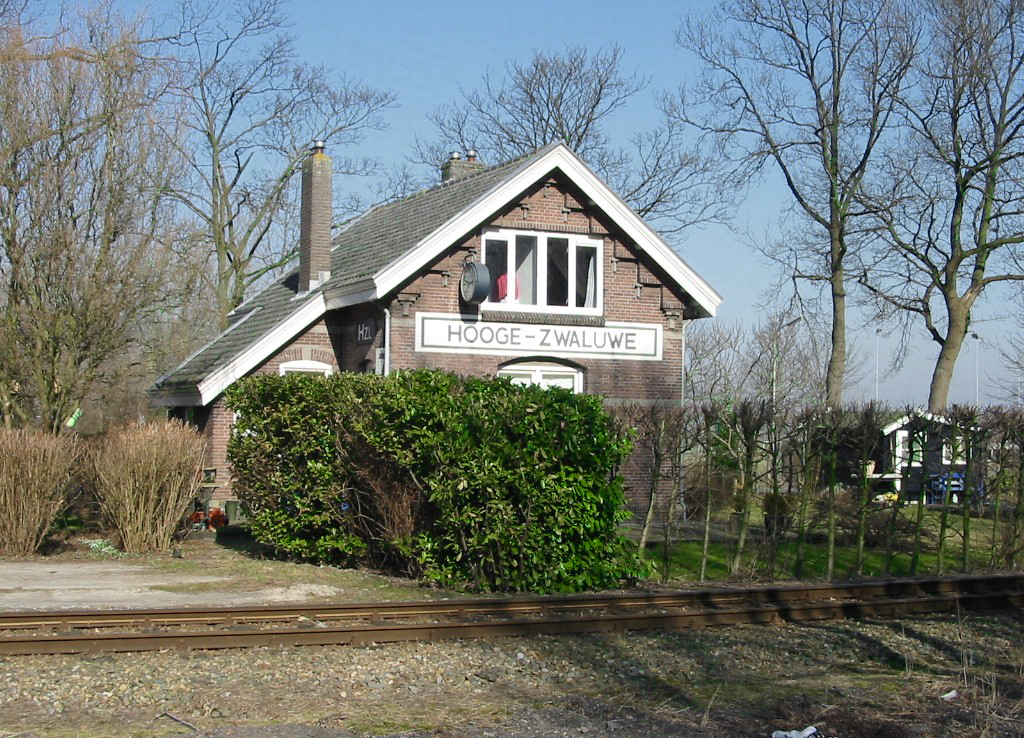
Wachtpost 7
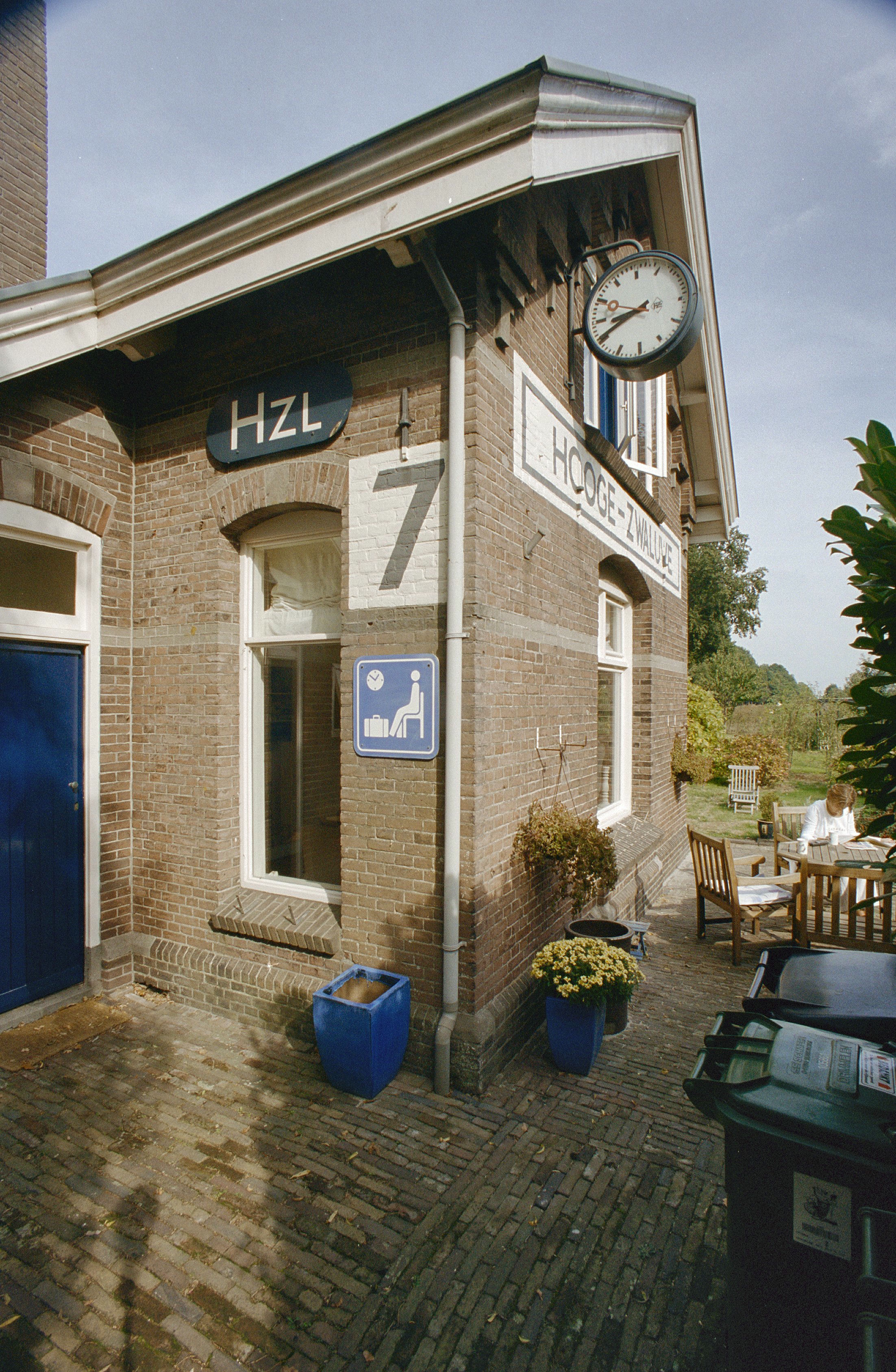
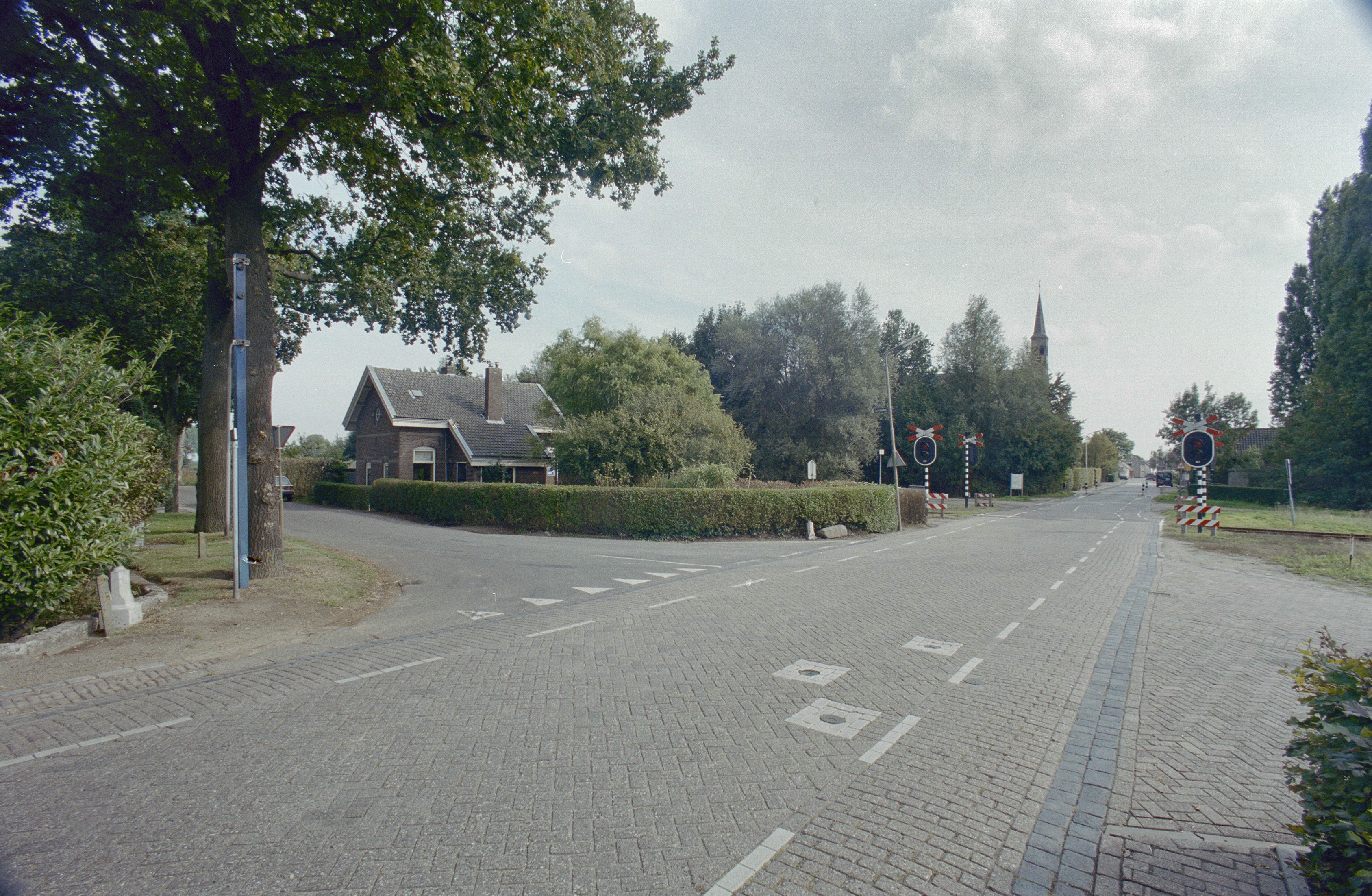
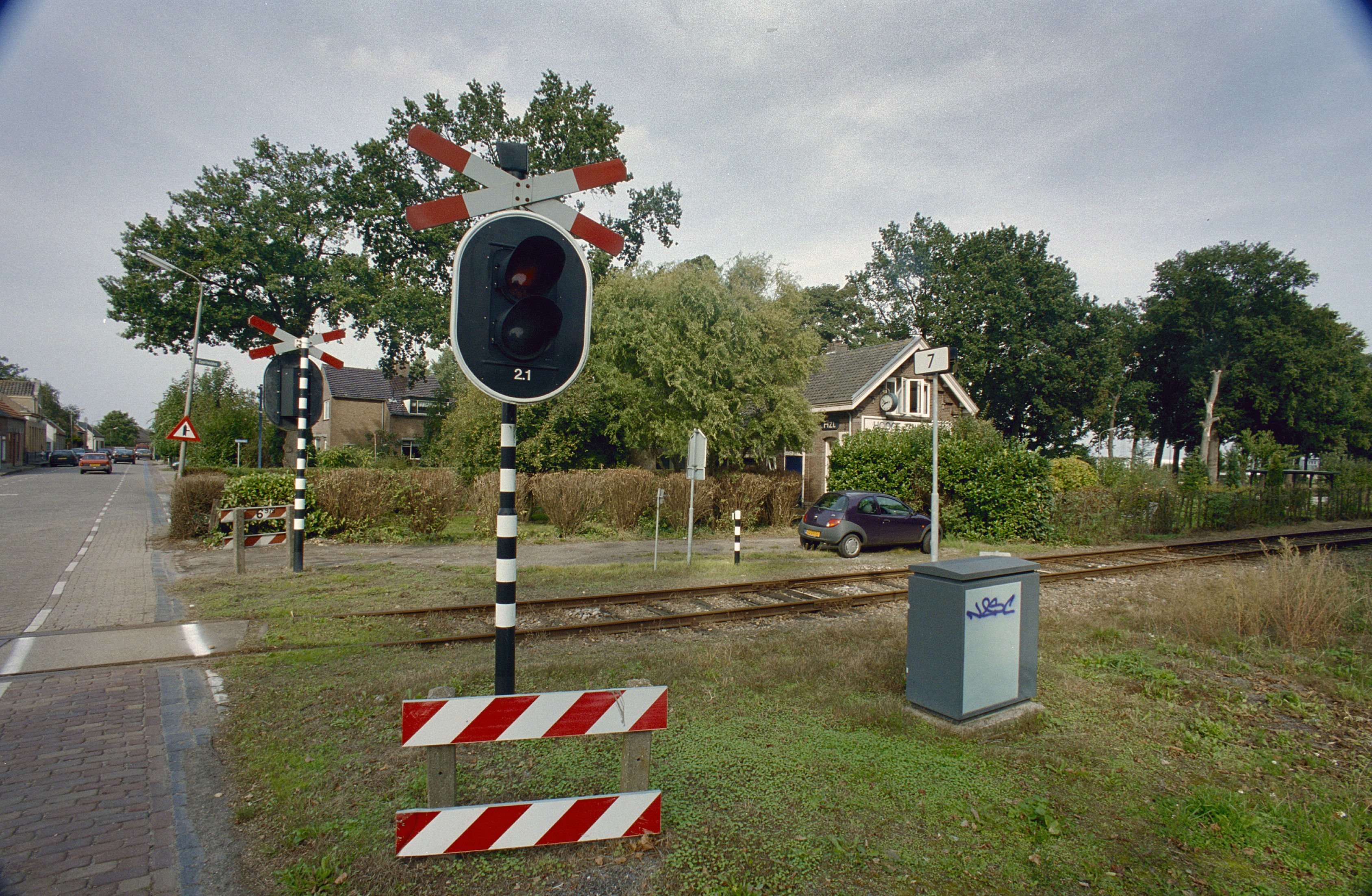
Een goederenspoor loopt nog langs de voormalige wachtpost.